# Sœurs de Saint Joseph Benoît Cottolengo
Les sœurs de Saint Joseph Benoît Cottolengo sont une congrégation religieuse hospitalière de droit pontifical fondée le 20 juin 1959 par la fusion approuvée par le Saint-Siège de douze congrégations féminines (six dédiées à l'apostolat et six dédiées à la vie contemplative) fondée par Joseph-Benoît Cottolengo et ses successeurs pour le service de la Piccola Casa della Divina Provvidenza.

## Historique
En 1828, Cottolengo (1786-1842) commence son œuvre en faveur des pauvres et des malades, et pour les assister, il organise une société inspirée des dames de la Charité de saint Vincent de Paul dont la direction est confiée à Marianna Nasi Pullino (1791-1832), elles s'orientent vers la vie religieuse et le 15 août 1833 les premières aspirantes font leur prise d'habit, le 6 janvier 1834, les 24 premières religieuses prononcent leurs vœux en donnant naissance à la congrégation des Vincentiennes (le plus grand groupe au sein de la petite maison). 
En 1841, Cottolengo fonde les sœurs de la Divine Bergère pour l'éducation religieuse des patients, le successeur de Cottolengo, Louis Anglesio (1803-1881) fonde en 1848 les sœurs sourdes-muettes du Sacré Cœur de Marie spécialisées dans la fabrication de vêtements sacrés et d'objets dédiés au culte et le 3 mai 1854 les sœurs de la Sainte Croix et les sœurs de sainte Éliane (du nom d'une martyre dont le corps est donné à la Piccola Casa le 3 décembre 1845 par Grégoire XVI) pour la cuisine et la blanchisserie. Les sœurs de sainte Marthe sont fondées en 1867 pour la cuisine et le service des pauvres à domicile. À tous ses groupes, s'ajoutent les religieuses de Notre Dame des Douleurs fondées à Turin par Robert Murialdo. 
À ses six congrégations apostoliques, sont fondées des congrégations pour la prière contemplative, les sœurs du Suffrage fondée en 1840 pour prier pour les âmes du purgatoire, les sœurs de la Pietà en 1841 pour prier pour les agonisants, les carmélites déchaussées qui devait prier pour le bien de l'Église, les pénitentes de sainte Thaïs pour la conversion des prostituées, les sœurs du Sacré Cœur de Jésus fondée en 1852 pour prier pour la hiérarchie civile et les adoratrices du Sang du Christ en 1876 pour la conversion des pécheurs. 
Les douze groupes sont unis par décision de la congrégation pour les instituts de vie consacrée et les sociétés de vie apostolique du 20 juin 1959, la nouvelle congrégation des sœurs de Saint Joseph Benoît Cottolengo, par décret du 29 août 1967, sont organisées en deux branches (une active et une contemplative) et les constitutions de l'institut sont approuvées définitivement le 1er janvier 1981. À ce groupe, s'unit en 1971 la congrégation des filles de Saint Philippe Neri de Turin. 

## Activités et diffusion
Les religieuses se vouent principalement dans les services sanitaires et sociaux.
Elles sont présentes en:
- Europe : Italie, Suisse.
- Amérique : Équateur, États-Unis.
- Afrique : Éthiopie, Kenya, Tanzanie.
- Asie : Inde.

La maison-mère est à Turin.
En 2017, la congrégation comptait 1410 sœurs dans 112 maisons.